# Cilik, Kărdjali
Cilik (în bulgară Чилик) este un sat în comuna Kărdjali, regiunea Kărdjali,  Bulgaria. 

## Demografie
Componența etnică a satului Cilik
     Turci (41,82%)
     Nicio identificare (58,17%)
     Altele (0%)
La recensământul din 2011, populația satului Cilik era de 208 locuitori. Nu există o etnie majoritară, locuitorii fiind  și turci (41,82%). Pentru 58,17% din locuitori nu este cunoscută apartenența etnică.